# Danxia
Danxia (también, Danxia de China o Relieve Danxia de China) es el nombre de un lugar Patrimonio de la Humanidad en China. Danxia se refiere a un tipo único de paisaje, el relieve danxia, formado a partir de arenisca roja y que se caracteriza por unos barrancos muy empinados, que están causados por fuerzas endógenas (incluyendo levantamiento) y fuerzas exógenas (incluyendo la meteorización y la erosión).
En agosto de 2010, el danxia de China quedó inscrito en la lista del Patrimonio de la Humanidad, describiéndolo de la siguiente manera:

Danxia (“nubes rosadas”), es el nombre dado en China a los paisajes desarrollados en capas sedimentarias terrígenas rojas continentales influidas por fuerzas endógenas (como la elevación) y fuerzas exógenas (como el desgaste y la erosión). El sitio inscrito comprende seis áreas situadas en la zona subtropical del suroeste de China. Se caracteriza por sus espectaculares farallones rojos y por toda una gama de relieves esculpidos por la erosión, en particular espectaculares pilares naturales, barrancos, valles y cascadas. La dureza del paisaje ha contribuido a la conservación de bosques subtropicales sempervirentes latifolios que albergan numerosas especies de flora y fauna, 400 de ellas consideradas raras o amenazadas.

Los elementos concretamente protegidos son los siguientes:
| Número ID | Nombre y ubicación                | Coordenadas                                  | Superficie                                       | Imagen |
| --------- | --------------------------------- | -------------------------------------------- | ------------------------------------------------ | ------ |
| 1335-001  | Chishui - Sección occidental      | 28°22′11″N 105°47′39″E / 28.36972, 105.79417 | Propiedad: 10142 Ha Zona de protección: Ha       |        |
| 1335-002  | Chishui - Sección oriental        | 28°25′19″N 106°02′33″E / 28.42194, 106.04250 | Propiedad: 17222 Ha Zona de protección: - Ha     |        |
| 1335-003  | Taining - Sección septentrional   | 27°00′37″N 117°13′07″E / 27.01028, 117.21861 | Propiedad: 5277 Ha Zona de protección: - Ha      |        |
| 1335-004  | Taining - Sección meridional      | 26°51′56″N 117°02′22″E / 26.86556, 117.03944 | Propiedad: 5810 Ha Zona de protección: - Ha      |        |
| 1335-005  | Langshan                          | 26°20′24″N 110°46′45″E / 26.34000, 110.77917 | Propiedad: 6600 Ha Zona de protección: 6200 Ha   |        |
| 1335-006  | Montañas Danxia (Danxiashan)      | 24°57′55″N 113°42′12″E / 24.96528, 113.70333 | Propiedad: 16800 Ha Zona de protección: 12400 Ha |        |
| 1335-007  | Longhushan: Sección de Longhushan | 28°04′15″N 116°59′05″E / 28.07083, 116.98472 | Propiedad: 16950 Ha Zona de protección: Ha       |        |
| 1335-008  | Longhushan: Sección de Guifeng    | 28°19′03″N 117°25′10″E / 28.31750, 117.41944 | Propiedad: 2740 Ha Zona de protección: Ha        |        |
| 1335-009  | Jianglangshan                     | 28°22′11″N 105°47′39″E / 28.36972, 105.79417 | Propiedad: 610 Ha Zona de protección: 571 Ha     |        |